# Хованский, Александр Иванович
Алекса́ндр Ива́нович Хова́нский (род. 8 октября 1974, Каменск-Уральский) — российский актёр театра и кино. Заслуженный артист Российской Федерации (2006).

## Биография
Окончил среднюю школу № 1 Каменска-Уральского, где с шестого класса играл в школьном театре «Оранжевый кот».
Был принят в молодёжный театр «Эльдорадо» в Каменске-Уральском, затем поступил в Екатеринбургский государственный театральный институт, а уже через год поступил во МХАТ и перевёлся в Москву.
В 1997 году окончил Школу-студию МХАТ (курс Авангарда Леонтьева), после окончания был принят в труппу московского театра «Современник», где и работает по настоящее время.
14 апреля 2006 года Указом Президента РФ от 14.04.2006 № 368 присвоено звание «Заслуженный артист Российской Федерации».
В рецензии в «Московской правде» на спектакль «203-205» по пьесе Нила Саймона «Калифорнийская сюита» отмечается, что «импозантный Александр Хованский гениален в образах жадного коридорного и ненасытного ловеласа».

## Призы
- 2007 год — приз «Лучшая мужская роль» за спектакль «Фамильная честь Вустеров» на V открытом российском кинофоруме «Амурская осень»[4].

## Роли в театре «Современник»
Роли, сыгранные в Московском театре «Современник»:
- 1997 — «Вишнёвый сад» А. П. Чехова — Петя Трофимов
- 1997 — «Виндзорские насмешницы» В. Шекспира — Ним
- 1999 — «Три товарища» Э. М. Ремарка — Роберт Локамп
- 2000 — «Уйди-уйди!» Н. Коляды — Серёга
- 2001 — «Три сестры» А. П. Чехова — Роде
- 2001 — «Ещё раз о голом короле» Л. Филатова — Начальник тайной полиции
- 2004 — «Бесы» Ф. М. Достоевского — Пётр Верховенский
- 2005 — «Дама с камелиями» А. Дюма-сына — Арман Дюваль
- 2007 — «Сладкоголосая птица юности» Т. Уильямса — Хэтчер, Джордж Скуддер
- 2009 — «ДЗИНРИКИСЯ. Московская история» — Саша
- 2016 — «Скажите, люди, куда идёт этот поезд…» Анны Батуриной — Марк Анатольевич
- 2019 — «Не становись чужим» по пьесе Гарольда Пинтера — Тэдди
- 2019 — «Крутой маршрут» по роману Евгении Гинзбург — Врач
- 2019 — «Дюма» по пьесе Ивана Охлобыстина — Атос, Николай Петрович[5].

## Роли в других театрах
- 2004 — Герман — маркиз де Сад «Белый рыцарь» (реж. Д. Карасев) — Театральное агентство «Ле Кур»
- 2006 — П. Вудхаус «Серебряная корова» (реж. В. Саркисов) — Театральное агентство «Алан Декор»
- 2008 — Ж. Пуаре «Переполох в голубятне» (реж. Нина Чусова) — Театральное агентство «Арт-Партнёр XXI»
- 2009 — Женя — С. Белова «Здравствуйте, я ваша… тёща!» (реж. П. Белышков)
- 2010 — Робер — М. Камолетти «Нескромное обаяние буржуазии» (реж А. Горбань) — Театральная компания «Новая сцена»
- 2010 — «Уроки любви» (по пьесе Гарсона Кейнина «Новорождённая») (реж. В. Саркисов) — Творческое объединение «Телетеатр»
- 2011 — Н. Коуард «Падшие ангелы» (реж. Т. Догилева) — Театральное агентство «Премьера»

## Фильмография
Роли в кино:

| Год       |   | Название                                 | Роль                                                   |
| --------- | - | ---------------------------------------- | ------------------------------------------------------ |
| 2001      | ф | Святой Грааль                            | эпизод                                                 |
| 2002      | с | Дронго                                   | эпизод                                                 |
| 2002      | ф | Дом дураков                              | лейтенант                                              |
| 2003      | с | Ундина                                   | Александр Харламов, оперативник                        |
| 2003      | с | Возвращение Мухтара                      | Михаил                                                 |
| 2003      | ф | Три товарища                             | Роберт Локамп                                          |
| 2004      | с | Московская сага                          | Дод Тышлер                                             |
| 2004      | ф | Игра на выбывание                        | артист цирка                                           |
| 2004      | ф | Всегда говори «всегда» 2                 | эпизод                                                 |
| 2004—2013 | с | Кулагин и партнёры                       | эпизоды                                                |
| 2005      | ф | Жизнь — поле для охоты                   | Женя Котов                                             |
| 2005      | с | Обречённая стать звездой                 | Вадим Андреевич, следователь                           |
| 2006      | ф | Трое сверху                              | Ленский                                                |
| 2006      | с | Аэропорт                                 | Геннадий                                               |
| 2006      | ф | Вишнёвый сад                             | Пётр Сергеевич Трофимов, студент                       |
| 2007      | с | Жизнь как жизнь                          | эпизод                                                 |
| 2007      | с | Агентство «Алиби»                        | эпизод                                                 |
| 2008      | с | Тяжёлый песок                            | Михаил Рахленко, сын Авраама, брат Рахили              |
| 2008      | с | Срочно в номер                           | Павел Скворцов, лётчик                                 |
| 2008      | ф | Непобедимый                              | Борис Гехт                                             |
| 2008      | с | Продолжение следует                      | актёр, играющий Белоусова                              |
| 2009      | ф | Две сестры 2                             | Ветров                                                 |
| 2010      | с | Закон и порядок                          | Андрей Бекалис                                         |
| 2010      | с | Последний аккорд                         | Пётр Канунников, заместитель Романовского в «Снегинке» |
| 2011      | с | Москва. Три вокзала                      | Кирилл Львович, хозяин риэлторской конторы             |
| 2011      | ф | Лектор                                   | Илья главный редактор                                  |
| 2011      | ф | Дикий 2                                  | Илья                                                   |
| 2011      | ф | Команда Ч                                | Андрей                                                 |
| 2012      | ф | Тройная жизнь                            | хозяин оружейного магазина                             |
| 2012      | ф | Кто, если не я?                          | Эрнст Сельский, сын олигарха                           |
| 2012      | с | Паутина 6                                | Стеблов                                                |
| 2012      | с | Метод Лавровой 2                         | Дмитрий Васильевич Краснов, сосед Марчука              |
| 2013      | с | До смерти красива                        | Сергей Булкин                                          |
| 2013      | с | Кодекс чести                             | Таиров                                                 |
| 2013      | с | Трое в Коми                              | Альберт Филонов, телеведущий                           |
| 2013      | ф | Прокурорская проверка                    | Люлькин                                                |
| 2013      | с | Дело врачей                              | Афиногенов                                             |
| 2014      | с | Кодекс чести-7                           | Руденский                                              |
| 2014      | с | Склифосовский-4                          | Виктор Толмачёв - сын Нины                             |
| 2014      | с | Отражение                                | продажный мент Урлов                                   |
| 2015      | с | Людмила Гурченко                         | Владимир Поляков - сценарист                           |
| 2015      | с | Молодёжка 5                              | бизнесмен                                              |
| 2015      | с | Другой майор Соколов                     | майор МВД Мохов                                        |
| 2015      | с | Озабоченные, или Любовь зла              | Арамис                                                 |
| 2015      | ф | Московская история. Дзинрикися           | Саша                                                   |
| 2016      | с | Вижу-знаю                                | Балтазар (Болотов)                                     |
| 2016      | ф | Один сундук на двоих                     | Павлуша — секретарь                                    |
| 2016      | с | Провокатор                               | Андрей Викторович Клюев, бизнесмен                     |
| 2016      | с | Розыск-3                                 | аферист                                                |
| 2016      | с | Отель Элеон                              | Имя персонажа не указано                               |
| 2017      | с | Бойцовский срыв                          | Борис                                                  |
| 2017      | ф | Живой                                    | Громов                                                 |
| 2017      | ф | По ту сторону смерти                     | Александр Александрович, врач                          |
| 2017      | ф | Изморозь                                 | Роман Викторович, врач детского отделения              |
| 2018      | с | Бывшие                                   | эпизод                                                 |
| 2018      | с | Вне игры                                 | Герман Анатольевич Павленко, спортивный агент          |
| 2018      | ф | Нарисованное счастье                     | военный                                                |
| 2018      | ф | Сила обстоятельств                       | эпизод                                                 |
| 2019      | ф | Крепкая броня                            | полковник Маргулис                                     |
| 2019      | ф | Ланцет                                   | Петров                                                 |
| 2019      | с | Соломенный жених                         | глава медицинской комиссии                             |
| 2019      | с | Вне игры 2                               | Герман Анатольевич Павленко, спортивный агент          |
| 2019      | ф | Дипломат                                 | эпизод                                                 |
| 2019      | с | Женская версия. Ваше время и стекло      | Фокин                                                  |
| 2019      | с | Женская версия. Чисто советское убийство | Фокин                                                  |
| 2019      | с | Магомаев                                 | оператор                                               |
| 2019      | с | Поселенцы                                | Виктор Угрюмцев                                        |
| 2019      | с | Скорая помощь-2                          | хирург                                                 |
| 2020      | с | Катя и Блэк                              | эпизод                                                 |
| 2020      | с | Не в деньгах счастье-2                   | врач                                                   |
| 2021      | ф | Жестокий мир мужчин                      | лечащий врач                                           |
| 2021      | ф | Инкубатор                                | врач Артёма                                            |
| 2021      | с | Приставы                                 | Марков                                                 |
| 2021      | с | Украденная жизнь                         | глава медицинской комиссии                             |
| 2021      | с | Хрустальный                              | медик                                                  |